# Flavia (Schiff)
Die Flavia war ein 1902 in Dienst gestelltes Dampfschiff, das zunächst als Frachtschiff, später auch als Passagierschiff diente und bis zu seiner Versenkung 1918 nacheinander mehrere Namen und Eigner hatte, zuletzt ab 1916 die britische Cunard Line.

## Geschichte
Das 9.291 BRT große Dampfschiff wurde auf der Werft Palmers Shipbuilding and Iron Company in der nordenglischen Stadt Jarrow gebaut und lief am 29. August 1901 unter dem Namen British Empire (II) vom Stapel. Das 143,26 Meter lange und 17,31 Meter breite Schiff hatte einen Schornstein, vier Masten und zwei Propeller. Es konnte eine Geschwindigkeit von bis zu 13 Knoten erreichen. Ihre Passagierkapazität lag bei 40 Fahrgästen der Ersten, 50 in der Zweiten und 2200 der Dritten Klasse.
Die British Empire wurde für die in Liverpool sitzende British Shipowners Company gebaut und verkehrte für die Reederei Phoenix Line als Frachtschiff zwischen Antwerpen und New York. Anschließend wurde sie an die italienische Reederei Navigazione Generale Italiana verkauft und zu einem Passagierschiff umgebaut. Als Campania bediente sie die Strecke Genua–Neapel–Palermo–New York, zu der sie am 7. März 1907 erstmals ablegte. Am 17. Mai 1909 lief sie zu ihrer letzten Fahrt auf dieser Strecke aus.
1910 wurde die Campania an das britische Unternehmen Northwest Transport verchartert und auf der Route Hamburg–Rotterdam–Halifax (Nova Scotia)–New York eingesetzt, auf der sie am 16. Februar 1910 ihren Einsatz begann. Nach nur zwei Atlantiküberquerungen für Northwest Transport wurde das Schiff an die Canadian Northern Steamships Ltd., besser bekannt als Royal Line', verkauft, einer Schifffahrtstochtergesellschaft der Eisenbahngesellschaft Canadian Northern Railway.
Die Royal Line übergab die Campania ihrer gerade gegründeten Unterabteilung Uranium Steamship Company, für die sie zwischen Mai und August 1910 drei Fahrten auf der Route Rotterdam–Halifax–New York absolvierte. Nach der dritten Fahrt wurde das Schiff in Campanello umbenannt und blieb bis Juli 1914 auf der bisherigen Route im Einsatz. Ab Oktober 1914 fuhr die Campanello von Avonmouth, einer kleinen Stadt bei Bristol, nach Québec und Montreal. 1916 wurde das Schiff an die Cunard Line verkauft und in Flavia umgetauft.
Am 24. August 1918 wurde die Flavia (Kapitän Edwin Tresidder Christian Fear) von dem deutschen U-Boot U 107 unter dem Kommando von Kapitänleutnant Kurt Siewert 30 Seemeilen nordwestlich von Tory Island vor der Küste der nordirischen Grafschaft Donegal auf der Rückfahrt von Montreal nach Avonmouth torpediert und sank. Ein Mensch kam ums Leben. Das Schiff hatte unter anderem 440 Tonnen Messing und 90 Tonnen Aluminium an Bord gehabt.